# Křížová cesta (Mladějovice)
Křížová cesta se nachází na jihozápadním okraji obce Mladějovice na Olomoucku, na kopci u hřbitova. Vede sem přímá cesta od motorestu Formanka. Křížovou cestu tvoří 14 zastavení s výjevy Kristova utrpení a centrální kamenný krucifix z roku 1867. 

## Historie
Křížová cesta z druhé poloviny 19. století má čtrnáct zastavení v podobě zděných výklenkových kapliček s obrazy. Zastavení stojí oboustranně podél cesty na vršek ke kapličce. Uprostřed cesty je kamenný kříž z roku 1867. Roku 2011 byla křížová cesta opravena, obrazy byly při opravě zamřížovány.
Bohoslužby se zde konají pravidelně 14. září na svátek Povýšení svatého Kříže.